# Cantonul Saint-Yrieix-la-Perche
Cantonul Saint-Yrieix-la-Perche este un canton din arondismentul Limoges, departamentul Haute-Vienne, regiunea Limousin, Franța.

## Comune
| Comune                 | Populație (1999) | Cod poștal | Cod INSEE |
| ---------------------- | ---------------- | ---------- | --------- |
| Le Chalard             | 305              | 87500      | 87031     |
| Coussac-Bonneval       | 1.338            | 87500      | 87049     |
| Glandon                | 803              | 87500      | 87071     |
| Ladignac-le-Long       | 1.128            | 87500      | 87082     |
| Saint-Yrieix-la-Perche | 6.910            | 87500      | 87187     |